# 日本のスイッチ
日本のスイッチ（にほんのスイッチ）は、毎日新聞社が行っている携帯電話を利用したアンケート調査である。企画は慶應義塾大学佐藤雅彦研究室、編集制作は毎日新聞社となっている。
2008年9月30日で終了した。

## 概要
2002年10月に始まった企画。毎週月曜日から水曜日まで携帯電話向けのウェブページ上でアンケートを行い、翌週月曜日に毎日新聞紙上と携帯サイトで結果発表を行う。質問数は毎回8問。時事的な社会・政治問題から季節の話題まで硬軟織り交ぜた内容である。
2007年6月11日時点では、第235回目の質問が公開されており、毎回の回答者は約40000人である。
6年間続いてきたが、2008年9月30日で終了となった。最終回の参加者は29302人であった。

## 質問の内容や質問者
質問の著作権はすべて毎日新聞社に帰属し、発案者の名前が出されることは基本的にはないが、ウェブページ上で一般からの質問公募もしている。第197回の質問は旭川市旭山動物園園長・小菅正夫、第228回の質問は宮崎県知事・東国原英夫によるものだった。質問への回答はすべて2択である。

## 結果発表
毎回の質問公開翌週の月曜日、毎日新聞朝刊社会面とウェブページ上で結果発表が行われる。紙面では参加者数、各回答を選んだ人のパーセンテージ（これを計算すれば人数を出すこともできる）、ミニ解説（結果への簡単なコメント、補足説明等）が掲載される。ウェブページ上でもほぼ同じ内容が発表されるが、各回答を選んだ具体的な人数、紙面より長いミニ解説、回答に参加していれば、自分と8問すべてに同じ回答をした人が何人いるのかを確認することができる。

## スタッフ
- 監修：佐藤雅彦
- 書籍「日本のスイッチ」編集委員：岡田育子（佐藤雅彦研究室）、石橋由子（佐藤雅彦研究室）、錦戸由貴子（佐藤雅彦研究室）
- レイアウト・装丁：石川将也（佐藤雅彦研究室）
- 質問作成：慶応義塾大学佐藤雅彦研究室
- 新聞紙面・モバイル画面デザイン：山本晃士ロバート（佐藤雅彦研究室）
- データ分析：坂本泰宏（佐藤雅彦研究室）
- 新聞紙面担当：柳川時夫（論説委員）、冠木雅夫（学芸部長）、内藤麻里子（学芸部）、木村知勇（学芸部）、斎藤由紀子（編成総センター）
- 新聞紙面構成：糟谷雅章（総合メディア事業局・サイバー編集部長）
- モバイル回答システム構築：吉村一穂（総合メディア事業局・営業部）、石山海太（総合メディア事業局・営業部）、野田浩平（総合メディア事業局・技術開発部）、林美穂子（総合メディア事業局・技術開発部）
- 質問検討協力：堀和世（サンデー毎日編集部）
- 編集：永上敬（図書編集部）